# 无棣镇
无棣镇是中国山东省滨州市无棣县原下辖的一个镇。2010年6月，经省和市政府的批准：撤销无棣镇，以无棣镇原行政区域及信阳乡部分行政区域设海丰街道和棣丰街道。

## 行政区划
无棣镇下辖杨三里村、霍三里村、仝家村、桃花岭村、小姚家村、东关村、城里村、西关村、北关村、于家庙村、东南关村、西南关村、南关村、大马村、南小孟村、石三里村、张塔村、前丁村、后丁村、小袁村、时礼村、老翁陈村、堤头姚村、朱家村、城东许村、城东张村、小戴家村、康家村、东范村、西范村、李八里村、朱八里村、徐家庙村、吴八里村、杨八里村、大郭村、小郭村、洼里宋村、西小马村、东辛村、西辛村、张家楼村、小陈家村、小闫家村、杨家坊村、冯家铺村、五里堡村、冯家村、吴家村、黎家店村、城南高村、簸箕赵村、徐家村、曹庙村、杨家店村、史庵村、城南赵村、汪家村、付家村、高家村、城西张村、堤南宋村、前楼村、后楼村、堤口崔村、小刘家村、解家村、郎家村、河东许家村、小李家村、河东高家村、小崔家村、火炉村、前桥村、后桥村、小张家村、月角塘村、小马村、大孟村、唐寨村、杨玉亭村、前牛村、后牛村、大齐村、南代村、河沟村、银王庙村、小齐村、高白杨村、梁白杨村、袁白杨村、杨白杨村、李白杨村、王白杨村、东河西营村、西河西营村、中河西营村、李家楼村、贾家店村、韩家村、贾家楼村、郭家村、小吴家村、西袁村、东袁村、河北村、商贸城类似居委会、工商类似居委会、地税类似居委会、经济开发区类似居委会、新区类似居委会。